# Текучёв, Анатолий Иванович
Анатолий Иванович Текучёв (род. 15 марта 1973, Новоспасское) — российский музыкант, вибрафонист, педагог, обладатель гранта Библиотеки конгресса США для лидеров в области культуры и искусства, член Союза композиторов России, член экспертного совета Центра профессионального мастерства ГБУ г. Москвы "Дирекция образовательных программ в сфере культуры и искусства" по направлению "Эстрадно-джазовое искусство".

## Биография
Несмотря на то, что родился Анатолий в семье юристов, их большим желанием было дать детям музыкальное образование, в результате чего его занятия музыкой начались с пяти лет. Первым инструментом Анатолия было фортепиано. Будучи в выпускном классе он познакомился с джазовой музыкой и, как ни странно, это были не зарубежные образцы исполнения, а увиденное случайно по телевизору выступление Алексея Кузнецова, исполнявшего на гитаре соло джазовые стандарты.
Окончив музыкальную школу (1988 г.) в пос. Лазаревское (район г. Сочи) Анатолий поступил на эстрадное отделение Сочинского музыкального училища по классу трубы. В этот период и произошло полное погружение в культуру джаза и джазового исполнительства. Игра в ансамбле и студенческом биг-бэнде, общение с замечательным композитором Петром Белым, преподававшем классическую гармонию, мультиинструменталистом и композитором Алексеем Соболем, лидером группы «На одном дыхании». исполнявшей музыку в стилях фьюжн и нью эйдж, всё это активно формировало эстетический вкус молодого музыканта.
Но проучившись два с половиной года, в связи с травмой амбюшура (исполнительский аппарат трубача) Анатолий был вынужден уйти в академический отпуск. Возникла необходимость смены инструмента, и он встал перед выбором: или дирижёрско-хоровая специальность, или ударные инструменты. Маятник судьбы качнулся в сторону последних во многом, благодаря услышанной ранее Анатолием пластинке «Майлз Дэвис и гиганты современного джаза» (Miles Davis «Bags Groove»).
Ещё будучи трубачом, он часто слушал игру великого Майлза на этой записи, его фразы, манеру исполнения. Однако так же Анатолия привлекло звучание необычного инструмента с хрустальным но, несмотря на это, довольно экспрессивным звучанием. (Партнёром Дэвиса по сессии на той пластинке был блестящий Милт Джексон (Milt Jackson), а инструмент его назывался вибрафон.
За время годового академического отпуска Анатолий под руководством С. В. Пашнина, преподававшего в то время в училище ударные инструменты, прошёл пятилетний курс музыкальной школы, программу соответствующую пяти семестрам училища и был восстановлен в числе студентов без потери курса. Через полтора года (1993 г.) Текучёв окончил Сочинское музыкальное училище с отличием, после чего, председатель выпускной комиссии, заведующий кафедры эстрадной и джазовой музыки профессор Ким Назаретов предложил ему поступать в Ростовскую государственную консерваторию. 
В 1993 г., сдав лишь экзамен по специальности и собеседование, Анатолий Текучёв был зачислен в РГК им. С. В. Рахманинова в класс ударных инструментов со специализацией «вибрафонист». В период обучения Анатолий активно концертировал по городам России, ближнему и дальнему зарубежью в составе квинтета «Каприччио» под руководством профессора М. Черных и джазовом оркестре «Дон-бэнд» под руководством В.Бударина, стал дипломантом третьего всероссийского конкурса молодых исполнителей джаза.
В 1998 г. по окончании консерватории со специализацией «концертный исполнитель» Анатолий был оставлен на кафедре эстрадной и джазовой музыки в качестве преподавателя в классе камерного ансамбля и вибрафона в классе ударных инструментов. Помимо этого он был рекомендован Ю.Саульским для поступления в аспирантуру, которую окончил в 2001 г. по классу камерного ансамбля под руководством замечательного музыканта и уникального педагога профессора Виктора Бударина.
В начале 2000-х Анатолий Текучёв, будучи в Москве и сотрудничавший на тот момент с А. А. Кузнецовым, «Ансамблем Классического Джаза», а также в собственном квинтете с родным братом саксофонистом Святославом Текучёвым был отмечен джазовыми критиками, как молодой талантливый музыкант-виртуоз и направлен на стажировку в Школу музыки Хэмптона, г. Москоу, штат Айдахо (Hampton School of Music, Moscow, Idaho) по грантовой программе «Открытый Мир» («Open World»), организованной Библиотекой Конгресса США для лидеров в области искусства.
Многие проекты с участием Анатолия Текучёва вызывали восторг и продолжают восхищать даже самых искушенных слушателей и музыкальных критиков.
Особенно запомнилось его выступление в составе квинтета легендарного аккордеониста Арта Ван Дама в декабре 2005 г.
Концерт прошёл зале РАМ им. Гнесиных. Маэстро впервые приехал в Россию и для него был собран аналогичный американскому состав, но из российских музыкантов (А. Текучёв- вибрафон, К. Серов- гитара, А. Ревнюк- контрабас, Е. Рябой- барабаны). Примечательно то, что после выступления кое- кто из присутствовавших на концерте к россиянам пытался обратиться на английском языке, искренне полагая, что Ван Дамм выступал со своим коллективом из США. Помимо этого знатоками творчества знаменитого аккордеониста было отмечено безупречное исполнение всех аранжировок, которые на слуху, и так знакомы по многочисленным альбомам великого музыканта.
Сфера музыкальной деятельности Анатолия Текучёва довольно обширна: исполнительство джазовой музыки, как в собственных проектах, так и в роли приглашенного солиста, работа в студии, собственные разработки в области методики преподавания ритмики, сочинение музыки для вибрафона соло, а также для малых составов. В разное время он сотрудничал с такими российскими и зарубежными музыкантами, как: Георгий Гаранян, Давид Голощёкин, Юрий Маркин, Алексей Кузнецов, Александр Виницкий, Лев Кушнир, Сергей Жилин и оркестр «Фонограф», Леонид Сендерский, «Ансамбль Классического Джаза», гр. «Caprice», гр. «Квартал», Игорь Бутман и Московский джазовый оркестр, Арт Ван Дамм (Art Van Damme), Артуро Стэйбл (Arturo Stable), Джон Бизли (John Beasley), Людвиг Афонсо (Ludwig Afonso), Хэкон Берре (Hakon Berre), Мачей «Кочин» Кочиньский (Maciej Kocin Kocinski).  
Одно из важнейших мест в музыкальной жизни Анатолия Текучёва, наряду с концертной и педагогической активностью, занимает методическая работа. Работа в жюри международных конкурсов среди которых «Рояль в джазе (Москва) и «Drumtime» (Санкт-Петербург), лекции, творческие встречи и мастер-классы являются неотъемлемой частью практики по развитию и пропагандированию искусства исполнительства на клавишных ударных инструментах.  
В 2021 - 2022 гг. Анатолий Текучёв выступил с докладами в Военном институте (Военных дирижеров) Военного университета МО РФ на кафедре инструментов военных оркестров в рамках Всероссийской межвузовской научно- методической конференции «Актуальные вопросы методики обучения игре на духовых и ударных инструментах: традиции и инновации. А также на Всероссийской научно-практической конференции проведённой Дирекцией Образовательных Программ в Сфере Культуры и Искусства г. Москвы по теме «Ударные инструменты в XXI веке. Развитие академического направления. Инновационная траектория развития современной школы игры на ударных инструментах в России».  
С 2017 года по настоящее время Анатолий Иванович Текучёв работает в МГДМШ им. И. О. Дунаевского.    

## Дискография
- Квинтет Братьев Текучёвых «Неряшливый» 2005 г.
- «Ансамбль Классического Джаза» В.Киселева CD «Семь Мгновений Августа» 2005 г.
- Анатолий Текучёв / Алексей Подымкин «Концерт в Рыбинске» 2008 г.
- Various artists of Moscow Jazz scene 2CD «Pozdrowienia z Moskwy» BCD Rec. (Poland) 2008 г.
- Ансамбль «Caprice» CD «Six Secret Words» Prikosnovenie Rec. (France). 2009 г.
- Денис Шульгин и «Moscow Violinjazz Quartet» CD «Город» 2010 г.
- Ансамбль «Caprice» CD — «Girdenwodan», Part 1 Prikosnovenie Rec. (France). 2012 г.